# Dysstroma tenebricosa
Dysstroma tenebricosa là một loài bướm đêm trong họ Geometridae.